# Kocaeli Büyükşehir Belediyesi Kağıt Spor Kulübü
Kocaeli Büyükşehir Belediyesi Kağıt S.K. (abrégé en : Kocaeli BB Kağıtspor) est la section de hockey sur glace du club omnisports Kocaeli Büyükşehir Belediyesi Kağıt Spor Kulübü, club d'Izmit en Turquie. L'équipe professionnelle masculine joue dans la Super Ligue.

## Palmarès

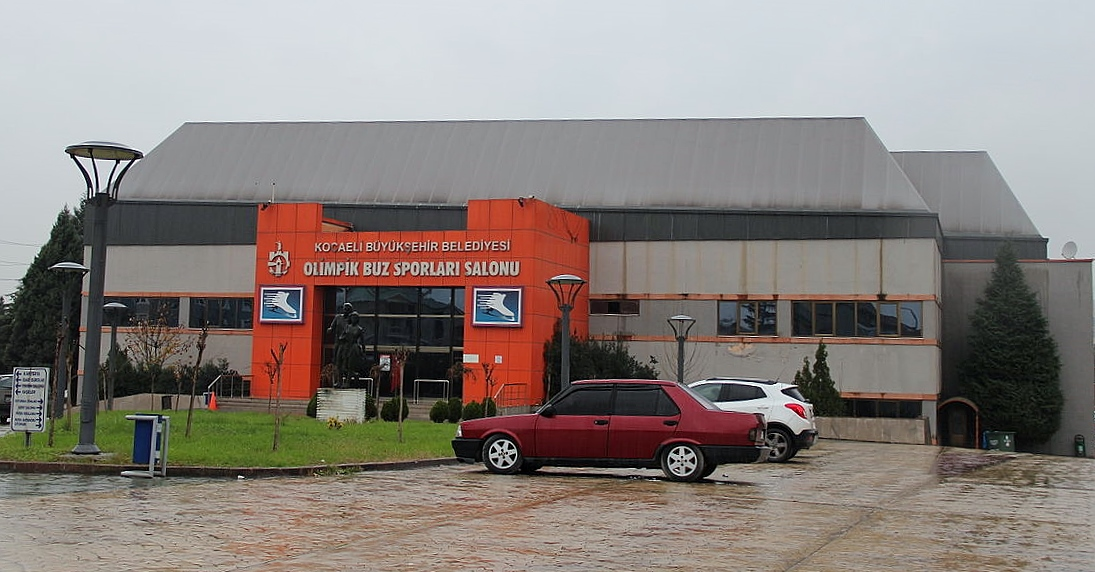
Patinoire du Kocaeli B.B.

- Champion de la Super ligue en 2007
- Vice-champion de la Super ligue : 2004, 2005, 2006, 2008